# 弓海豹屬
弓海豹屬為已滅絕的鰭足類，生存於中新世晚期。弓海豹原先被認為是現存豹海豹的祖先，但現在認為牠們可能其實是僧海豹的近親。

## 分類學
長吻弓海豹的化石發現於祕魯的皮斯科組以及智利的巴伊亞英格里薩組。於1981年發表時，弓海豹被認為屬於鋸齒海豹族，為現存豹海豹、食蟹海豹、韋德爾氏海豹及大眼海豹的近親。但是目前認為弓海豹為僧海豹亞科的基群，與另一種已滅絕的皮斯科海豹為近親。

## 描述

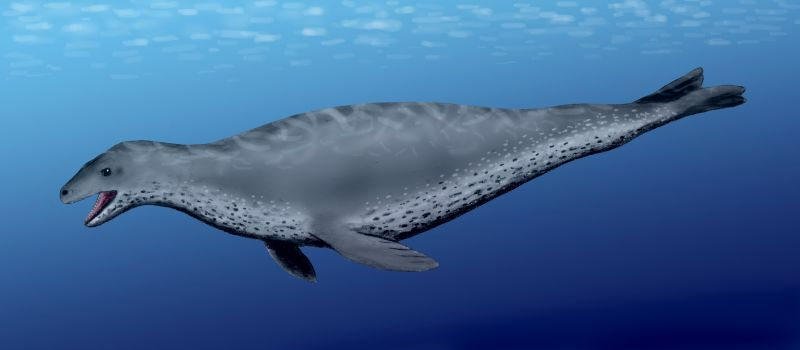
復原圖

弓海豹的體長約1.5（5英尺），相較於現存的海豹，弓海豹的鰭腳發展較為原始，且頸部不呈流線型，主要可能棲息於沿岸帶。弓海豹的牙齒適合穿刺，可能主要以魚類為食；然而牠們也具有相互交叉的牙尖，使上下顎的牙齒得以完全咬合，這代表牠們也可能是濾食動物。和其他海豹不同，弓海豹具有長而靈活的頸部，以及較長的身體。較現存海豹外翻的骨盆加上較為強壯的後肢，顯示弓海豹在游泳時主要仰賴牠們的後肢提供推進。

## 古環境學
同樣於祕魯的皮斯科組發現的海生脊椎動物包括了數種鯨魚，像是中等體型的新鬚鯨科物種，其他鯨魚則包括鬚鯨科的西伯利亞鬚鯨、喙鯨科的梅薩比喙鲸、拉普拉塔河豚科的馬澤亞短吻豚、部分海豚科物種、海牛鯨、以及以大型獵物為食的抹香鯨近親尖喙鲸及梅爾維爾鯨。其他脊椎動物包括同樣為海豹科的碩齒海豹、水生的地懶海懶獸、烏氏太平洋海龜（Pacifichelys urbinai）、皮斯克長吻鱷、鸕鶿、鸌及鰹鳥。皮斯科組也有發現豐富的軟骨魚類，主要屬於真鯊目，包括真鯊科及雙髻鯊；其他鯊魚則包括鼠鯊目的鼠鯊科、錐齒鯊科及耳齒鯊科物種。許多牙齒化石被認為屬於已滅絕的寬齒鯖鯊與巨牙鯊。其他軟骨魚類則包括鱝、鋸鰩及扁鯊。主要發現的硬骨魚類多為鮪魚和石首魚。梅爾維爾鯨與巨牙鯊可能為當時該地區的頂級掠食者。

## 延伸閱讀
- World Encyclopedia of Dinosaurs & Prehistoric Creatures: The Ultimate Visual Reference To 1000 Dinosaurs And Prehistoric Creatures Of Land, Air And Sea ... And Cretaceous Eras (World Encyclopedia) by Dougal Dixon